# Gare de Rotvoll
La gare de Rotvoll  est une halte ferroviaire de la Nordlandsbanen située dans la commune de Trondheim (Trøndelag).

## Situation ferroviaire
La gare se situe à 4.31 km de la gare de Trondheim.

## Histoire
Une première halte fut ouverte en 1909. Située à 150m de la halte actuelle, elle fut fermée en 1940. La halte actuelle, ouverte en 1994, est principalement utilisée par les personnes travaillant à l'usine Statoil et par les étudiants de l'école supérieure du Sør-Trøndelag.

## Service des voyageurs

### Accueil
Il y a un parc à vélo et une aubette sur le quai. 
La gare n'a ni guichet ni automates. 

### Desserte
La gare est desservie par la ligne locale (appelée  Trønderbanen) reliant Lerkendal à Steinkjer. 

## Ligne du Nordland
| Origine   | Arrêt précédent | Train | Train         | Train | Arrêt suivant | Destination |
| --------- | --------------- | ----- | ------------- | ----- | ------------- | ----------- |
| Trondheim | Leangen         |       | [Non indiqué] |       | Vikhammer     | Bodø        |